# Пайнв'ю (Джорджія)
Пайнв'ю (англ. Pineview) — місто (англ. town) в США, в окрузі Вілкокс штату Джорджія. Населення — 454 особи (2020).

## Географія
Пайнв'ю розташований за координатами 32°6′15″ пн. ш. 83°30′32″ зх. д. / 32.10417° пн. ш. 83.50889° зх. д. (32.104280, -83.508870).  За даними Бюро перепису населення США в 2010 році місто мало площу 5,06 км², з яких 5,05 км² — суходіл та 0,01 км² — водойми.

## Демографія
Згідно з переписом 2010 року, у місті мешкали 523 особи в 180 домогосподарствах у складі 126 родин. Густота населення становила 103 особи/км².  Було 218 помешкань (43/км²).
Расовий склад населення:
| - 64,1 % — чорних або афроамериканців - 32,9 % — білих - 0,6 % — корінних американців |

До двох чи більше рас належало 2,1 %. Частка іспаномовних становила 1,5 % від усіх жителів.
За віковим діапазоном населення розподілялося таким чином: 23,9 % — особи молодші 18 років, 56,2 % — особи у віці 18—64 років, 19,9 % — особи у віці 65 років та старші. Медіана віку мешканця становила 44,1 року. На 100 осіб жіночої статі у місті припадало 74,9 чоловіків;  на 100 жінок у віці від 18 років та старших — 79,3 чоловіків також старших 18 років.
Середній дохід на одне домашнє господарство  становив 26 012 долари США (медіана — 18 281), а середній дохід на одну сім'ю — 29 262 долари (медіана — 20 625). За межею бідності перебувало 50,1 % осіб, у тому числі 74,6 % дітей у віці до 18 років та 32,9 % осіб у віці 65 років та старших.
Цивільне працевлаштоване населення становило 118 осіб. Основні галузі зайнятості: освіта, охорона здоров'я та соціальна допомога — 29,7 %, публічна адміністрація — 22,9 %, роздрібна торгівля — 20,3 %.